# Електролізер

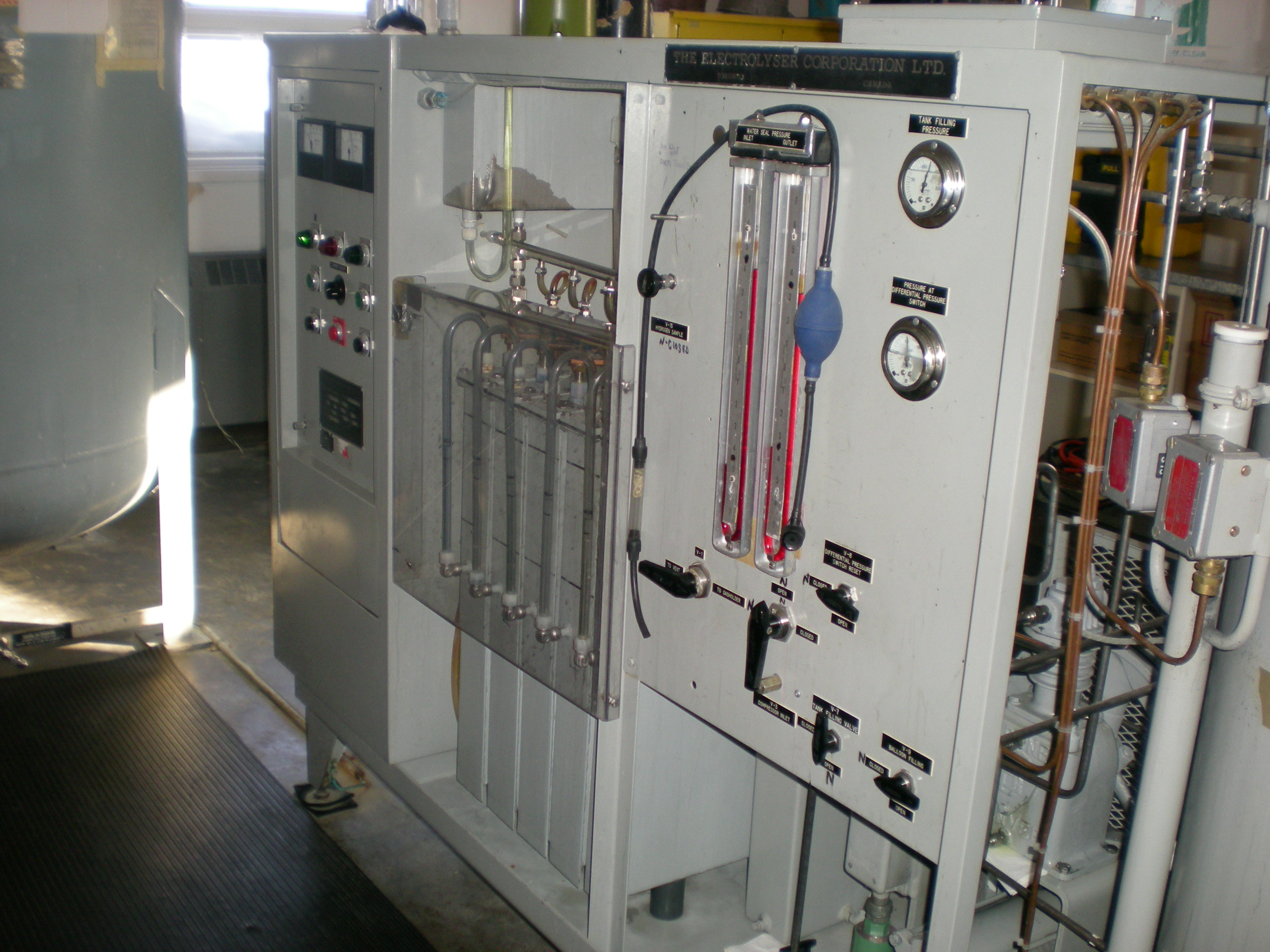
Електролізер. Передня частина електролізера з датчиками та манометром ближче.

Електролізер — пристрій, у якому за допомогою електричного струму відбувається хімічна реакція, тобто перетворення речовини: відбувається електроліз.
Електролізери та паливні елементи є критично важливими компонентами екологічних енергетичних систем, оскільки вони забезпечують ефективне зберігання та використання відновлюваної енергії. Електролізери дозволяють перетворювати надлишкову відновлювану енергію, таку як енергія вітру чи сонця, у водень… Як частина енергетичного переходу, електролізери для виробництва водню можуть зіграти важливу роль у найближчому майбутньому. Залежно від різноманітності різних типів електролізу розрізняють також різні електролізери: при хлорно-лужному електролізі, наприклад, з мембранами, діафрагмами або ртутними елементами.